# Laurent Whale
Pour les articles homonymes, voir Whale.
Œuvres principales
- Les Pilleurs d'âmes
- Série Les Rats de poussière

Laurent Whale, né en 1960 à Torquay en Angleterre, est un écrivain, critique et traducteur franco-britannique. Il est auteur de romans et de nouvelles de science-fiction et de fantastique, ainsi que de thrillers.

## Biographie
Laurent Whale est l’auteur de onze romans et de nombreuses nouvelles. Entre deux périodes d’écriture, il traduit des textes anglo-saxons. 
Son genre de prédilection est la science-fiction, qu'il définit comme « un genre littéraire où tout est possible ». Il revendique un esprit proche de la défunte collection Fleuve Noir Anticipation.
Goodbye Billy, paru en 2014 aux éditions Critic, marque sa première incursion dans le domaine du thriller.

## Œuvre

### SérieLes Rats de poussière
1. Goodbye Billy, Critic, 2014Réédition Gallimard, coll. « Folio policier » no 780, 2015
2. Le Manuscrit Robinson, Critic, 2015Réédition Gallimard, coll. « Folio policier » no 812, 2016
3. Le Réseau Mermoz, Critic, 2017

### SérieLe Clan Costa
1. Les étoiles s'en balancent, Rivière Blanche, 2011Réédition Critic, 2012 puis Gallimard, coll. « Folio SF » no 509, 2015[3]
2. Les Damnés de l'asphalte, Critic, 2013Réédition Gallimard, coll. « Folio SF » no 565, 2017
3. Par la mer et les nuages, Critic, 2018

### Autres romans
- Le Chant des psychomorphes, Rivière Blanche, 2006Réédition : Lokomodo, 2011
- Les Pierres du rêve, Eons, 2007
- Les Pilleurs d'âmes, Ad Astra, 2010Rééditions : Les Moutons électriques, coll. « Hélios », 2014[4]; Les Moutons électriques, 2023
- Skeleton coast, Au diable vauvert, 2021
- Le Vol du boomerang, Au diable vauvert, 2023

### Novella
- Crimes, aliens & châtiments, ActuSF, coll. « Hélios », 2017Écrit avec Laurent Genefort, Pierre Bordage. Laurent Whale signe dans ce roman à six mains la troisième novella intitulée L'Affaire du FBG.

### Nouvelles
- L'Étoile sur la lande (en collaboration avec Alain Le Bussy), in Xuensé no 53, 2004 (Belgique).
- L'Étoile sur la lande, éd. Demeyer, 2004 (Belgique).
- Hélas Elias, in Les Enfants du silence, de Claude Ecken, éd. Eons, 2004, (Prix Merlin 2005).
- G'tarosh ou L'Amère Sève, in Libres souvenirs, anthologie de la 32ème convention française de science-fiction, à Tilff (Belgique)
- La Lettre au Père Noël, in La machine venue d’ailleurs, de Richard-Bessière, éd. Eons, 2005.
- Une tourte pour huit, in Géante rouge no 1, éd. Répliques, 2006.
- Les Humadroïdes, in Le Retour de Cal de Ter, de Paul-Jean Hérault, éd. Black Coat Press, 2007.
- Nicoland, in Appel d’air, anthologie, éditions ActuSF Les 3 souhaits, 2007.
- Agonis, in Géante rouge no 10, éd. Répliques, 2008.
- The Show must go on, in Black Mamba no 12, éd. Céléphaïs, 2008.
- Une bouteille et des ailes, in L'épopée de Cal de Ter, de Paul-Jean Hérault, éd. Black Coat Press, 2009.
- L'Affaire du bout du monde, in Galaxies nouvelle série n°30, 2014.
- La Chatte de Bukowski[5] , in  Millefeuille littéraire, anthologie de Cathy Martin, librairie Bédéciné, 2014 (éd. numérique seulement).
- 5430 mètres et quelques, in Dimension New York, éd. Black Coat Press, 2017.
- La Déliquescence du hanneton, in Métas & Morphoses, éd. Mu, 2017.
- Last frontier, in Frontières, Festival ImaJn'ère, 2019.
- Retour à Cable Hogue, in Dimension rock, éd. Black Coat Press, 2020.
- Le Garçon qui écrivait plus vite que son ombre, in Galaxies nouvelle série n°68, 2020

### Traductions

#### Nouvelles
- Les Marées de Saturne, de Linda Nagata, in Galaxies nouvelle série no 2, 2008.
- Neutres, de Kevin J. Anderson, in Galaxies nouvelle série no 2 , 2008.
- Exemples aléatoires de fantaisie cosmique, de Jetse de Vries, in Galaxies nouvelle série no 4, 2009.
- Instinct grégaire, de Jay Caselberg, in Galaxies nouvelle série no 5, 2009.
- Noces océanes, de Julian West, in Galaxies nouvelle série no 6, 2009.
- Eternité.com, de Ian Watson et Roberto Quaglia, in Galaxies nouvelle série no 7, 2010.
- Same player shoots again, de R.R. Angell, in Galaxies nouvelle série no 8, 2010.
- Lune de gel, de Will McIntosh, in Galaxies nouvelle série, n°11, 2011.
- Conte de fer, de Tor Åge Bringsværd, in Galaxies nouvelle série no 13, 2011.

#### Articles
- Interview de Paul J. McAuley, in Galaxies no 10, 2010.

#### Livres documentaires
- Rebellion Racing aux 24 Heures du Mans, de Bob Garcia, Time keeper publishing, 2018[6]

## Distinctions
Laurent Whale a reçu plusieurs prix :
- le Prix Merlin (catégorie "Nouvelle") pour Hélas Elias en 2005[7],

- le Prix Rosny aîné (catégorie "Roman") pour Les Pilleurs d'âmes en 2011[8],
- le Prix Masterton (catégorie "Roman francophone") pour Le Manuscrit Robinson en 2016[9],
- le Prix Bob Morane (catégorie "Coup de cœur") avec Laurent Genefort et Pierre Bordage pour Crimes, aliens & châtiments en 2018[10].
- le prix littéraire de la francophonie décerné par la Maison de la francophonie de Marseille pour Skeleton coast en 2023[11].